# 索洛桑乔
索洛桑乔，是西班牙卡斯蒂利亚-莱昂阿维拉省的一个市镇。总面积52平方公里，总人口1062人（2001年），人口密度20人/平方公里。